# Fuente de Cantos

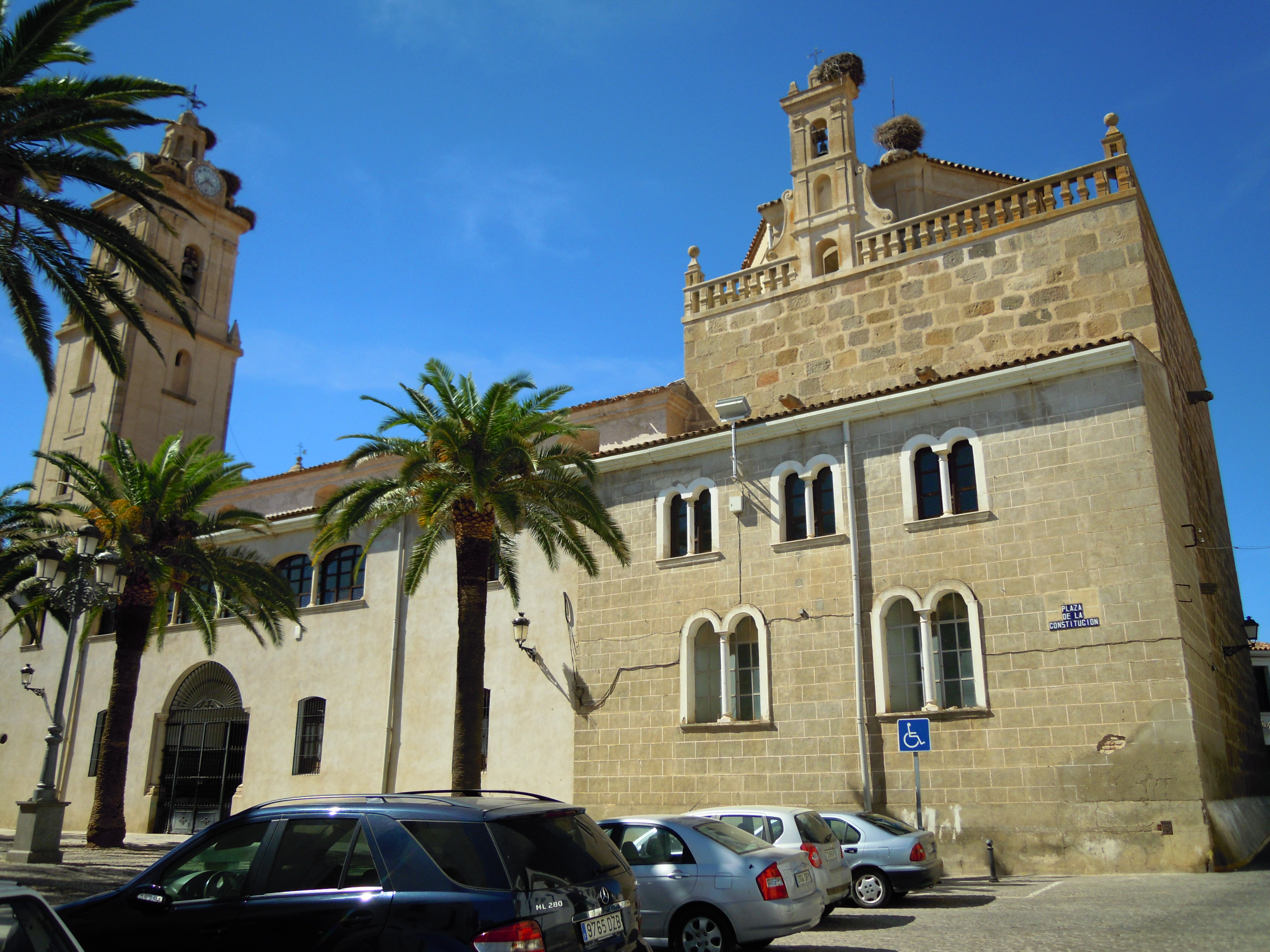

Fuente de Cantos est une commune d’Espagne, dans la province de Badajoz, communauté autonome d'Estrémadure.

## Histoire
Le 15 septembre 1810 eut lieu la bataille de Fuente de Cantos.

## Personnalités liées à la commune
- Francisco de Zurbarán y est né, autour du 7 novembre 1598.